# Suzanne Morrow
Suzanne "Suzi" Morrow Francis (Toronto, Ontário, 14 de dezembro de 1930 – 11 de junho de 2006) foi uma patinadora artística canadense, que competiu em provas individuais, de duplas e de dança no gelo. Ela conquistou uma medalha de bronze olímpica em 1948 ao lado do parceiro Wallace Diestelmeyer, e uma medalha de bronze em campeonatos mundiais.

## Principais resultados

### Individual feminino
| Resultados                                            | Resultados        | Resultados    | Resultados      | Resultados      | Resultados       | Resultados    | Resultados    | Resultados    | Resultados    | Resultados    | Resultados    | Resultados    |
| Internacional                                         | Internacional     | Internacional | Internacional   | Internacional   | Internacional    | Internacional | Internacional | Internacional | Internacional | Internacional | Internacional | Internacional |
| Evento/Temporada                                      | 1946– 1947        | 1947– 1948    | 1948– 1949      | 1949– 1950      | 1950– 1951       | 1951– 1952    | 1952– 1953    |               |               |               |               |               |
| ----------------------------------------------------- | ----------------- | ------------- | --------------- | --------------- | ---------------- | ------------- | ------------- | ------------- | ------------- | ------------- | ------------- | ------------- |
| Jogos Olímpicos                                       |                   | 14.ª          |                 |                 |                  | 6.ª           |               |               |               |               |               |               |
| Campeonato Mundial                                    |                   | 13.ª          |                 | 4.ª             | 4.ª              | 4.ª           | 5.ª           |               |               |               |               |               |
| Campeonato Norte-Americano                            |                   |               |                 |                 | Medalha de prata |               |               |               |               |               |               |               |
| Nacional                                              |                   |               |                 |                 |                  |               |               |               |               |               |               |               |
| Campeonato Canadense                                  | Medalha de bronze |               | Medalha de ouro | Medalha de ouro | Medalha de ouro  |               |               |               |               |               |               |               |
|                                                       |                   |               |                 |                 |                  |               |               |               |               |               |               |               |
| Legenda: Competição não foi disputada nesta temporada |                   |               |                 |                 |                  |               |               |               |               |               |               |               |

### Duplas com Wallace Diestelmeyer
| Resultados                                            | Resultados      | Resultados        | Resultados    | Resultados    | Resultados    | Resultados    | Resultados    | Resultados    | Resultados    | Resultados    | Resultados    | Resultados    |
| Internacional                                         | Internacional   | Internacional     | Internacional | Internacional | Internacional | Internacional | Internacional | Internacional | Internacional | Internacional | Internacional | Internacional |
| Evento/Temporada                                      | 1946– 1947      | 1947– 1948        |               |               |               |               |               |               |               |               |               |               |
| ----------------------------------------------------- | --------------- | ----------------- | ------------- | ------------- | ------------- | ------------- | ------------- | ------------- | ------------- | ------------- | ------------- | ------------- |
| Jogos Olímpicos                                       |                 | Medalha de bronze |               |               |               |               |               |               |               |               |               |               |
| Campeonato Mundial                                    |                 | Medalha de bronze |               |               |               |               |               |               |               |               |               |               |
| Campeonato Norte-Americano                            | Medalha de ouro |                   |               |               |               |               |               |               |               |               |               |               |
| Nacional                                              |                 |                   |               |               |               |               |               |               |               |               |               |               |
| Campeonato Canadense                                  | Medalha de ouro | Medalha de ouro   |               |               |               |               |               |               |               |               |               |               |
|                                                       |                 |                   |               |               |               |               |               |               |               |               |               |               |
| Legenda: Competição não foi disputada nesta temporada |                 |                   |               |               |               |               |               |               |               |               |               |               |

### Dança no gelo com Wallace Diestelmeyer
| Campeonato Canadense | Medalha de ouro |